# Serapias vomeracea
La serapias de labio alargado (Serapias vomeracea) es una planta herbácea perenne de la familia Orchidaceae.

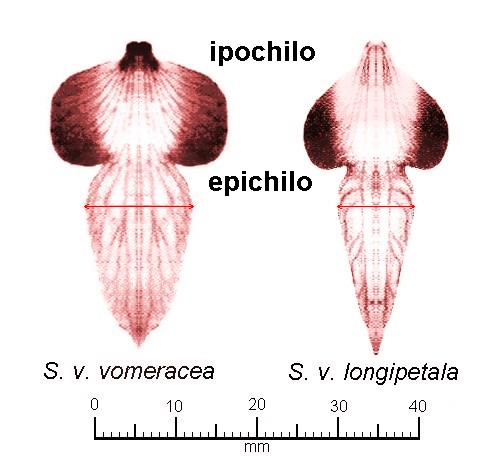
Comparación del labelo

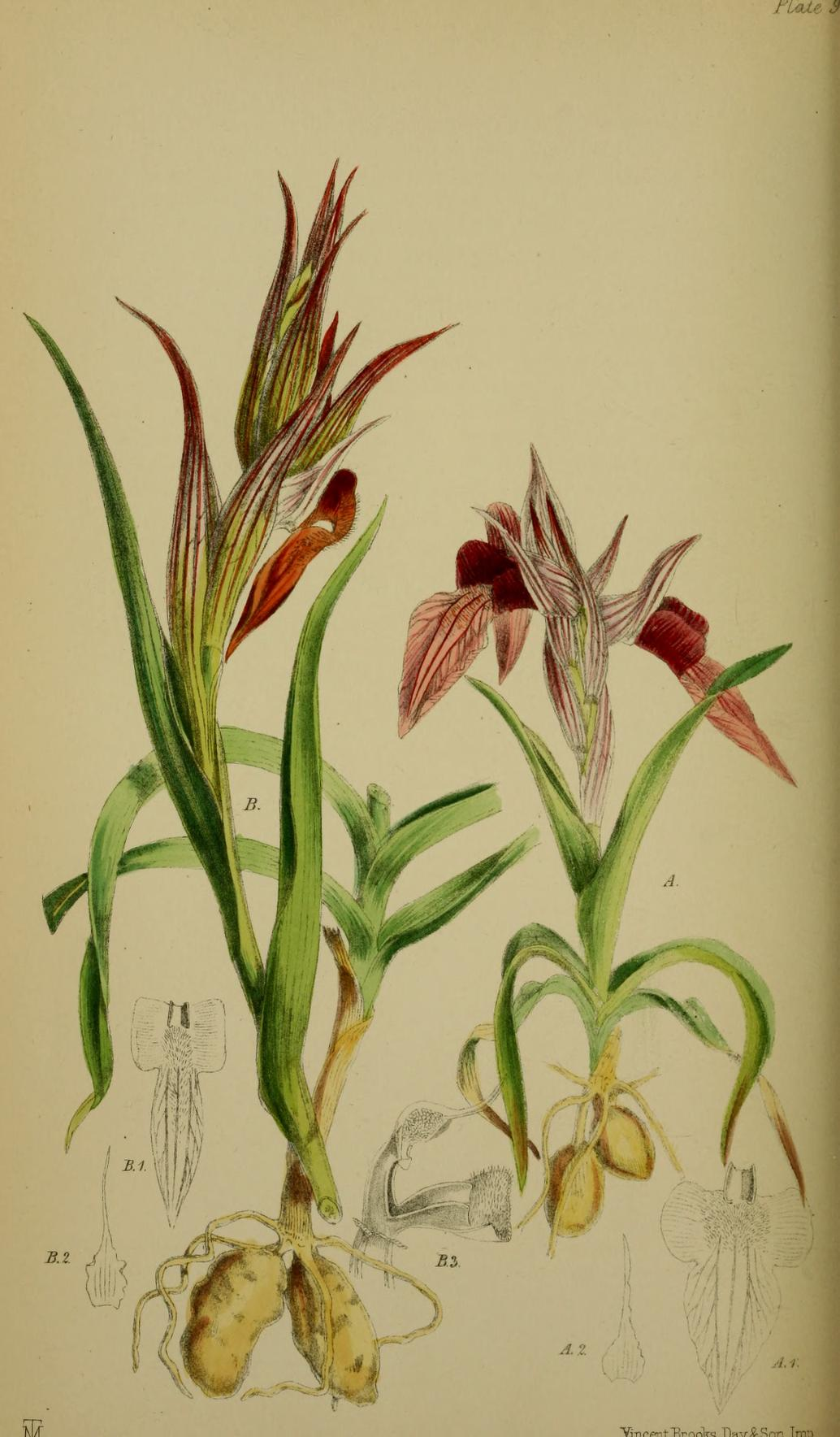
Ilustración

## Descripción
Es una planta herbácea geófita bulbosa, con dos rizomas globulares bajo tierra y tallos erectos, de color azul-vinoso y con altura variable de 20 a 60 cm. Las hojas son linear-lanceoladas. La  inflorescencia, suelta y larga, consta de unas pocas flores espaciadas (3 a 8), cada una acompañado por una larga bráctea violácea. Las flores se forman a partir de 2 tépalos externos, lanceoladas y soldadas para formar un casco tepalico agudo y de 2 tépalos interiores que forman una especie de casco. El labelo, rojo trilobal y de color oscuro, está desprovisto de espolón; la parte exterior del labio (epiquilo) se dobla hacia atrás con una reminiscencia de forma de la reja de arado, y mede 17-35 mm de longitud por 9-14 mm de ancho (una de las más grandes de su tipo Serapias ). El ovario es de color verde claro, el ginostemo rojo oscuro, las polinias amarillas.

## Hábitat
Vive en suelos silíceos, en arenales, matorral alto, y bosques claros que dejen pasar suficiente luz. En la península ibérica, sur de Francia, y en Oriente Medio.
Especie protegida en algunas regiones de Francia.

## Taxonomía
Serapias vomeracea fue descrita por (Burm.f.) Briq. y publicado en Prodrome de la Flore Corse 1: 378. 1910.
Etimología
Serapias: nombre genérico de origen griego que se aplicó antiguamente a una orquídea no identificada con certeza, quizá Orchis morio. Proviene de un dios egipcio llamado Serapis en cuyos templos los devotos se dedicaban a los placeres de la carne. El nombre que Linneo asignó a este género quizás se debe a que a algunas orquídeas se le atribuyen efectos afrodisíacos.
vomeracea: epíteto latino que significa "similar a un arado"
Subespecies
Hay tres subespecies:
- Serapias vomeracea subsp. vomeracea; como la especie tipo.
- Serapias vomeracea subsp. laxiflora; con una floración más duradera, con un labelo de unos 18 milímetros de longitud.
- Serapias vomeracea subsp. orientalis; con hojas y labelo más amplios, mayores que el casco.

Sinonimia
- Orchis vomeracea Burm.f. (1770).
- Serapiastrum vomeraceum (Burm.f.) Schinz & Thell. (1913).
- Serapias cordigera subsp. vomeracea (Burm.f.) H.Sund. (1980).
- Orchis lingua All. (1785), nom. illeg.
- Helleborine longipetala Ten. (1811).
- Helleborine pseudocordigera Sebast. (1813).
- Serapias hirsuta Lapeyr. (1813).
- Serapias pseudocordigera (Sebast.) Moric. (1820).
- Serapias lancifera St.-Amans (1821).
- Serapias longipetala (Ten.) Pollini (1824).
- Lonchitis longipetala Bubani (1901).
- Serapiastrum longipetalum (Ten.) A.A.Eaton (1908).[3][4]

Híbridos
Serapias vomeracea frecuentemente hibrida con otras especies de Serapias:
- Serapias × albertii E.G.Camus (1892) (híbrido di S.neglecta × S. vomeracea)
- Serapias × broeckii A.Camus, Rivièra Sci (1926) (S. parviflora × S. vomeracea)
- Serapias × garganica H.Baumann & Künkele, (1989) (S. orientalis × S. vomeracea)
- Serapias × intermedia Forest. ex F.W. Schultz (1851) (S. lingua × S. vomeracea)
- Serapias × kelleri A.Camus (1926) (S. cordigera × S. vomeracea)

Algunos híbridos intergenéricos con especies del género Anacamptis:
- × Serapicamptis fontanae (E.G.Camus) H.Kretzschmar, Eccarius & H.Dietr., 2007 (A. morio × S. vomeracea)
- × Serapicamptis garbariorum (Murr) J.M.H.Shaw, 2005 (A. morio × S. vomeracea)
- × Serapicamptis ligustica (E.G.Camus) J.M.H.Shaw, 2005 (A. papilionacea × S. vomeracea)
- × Serapicamptis rousii (Du Puy) J.M.H.Shaw, 2005 (A. laxiflora × S. vomeracea)
- × Serapicamptis tommasinii (A.Kern.) J.M.H.Shaw, 2005 (A. coriophora × S. vomeracea)